# Habenaria keniensis
Habenaria keniensis är en orkidéart som beskrevs av Victor Samuel Summerhayes. Habenaria keniensis ingår i släktet Habenaria och familjen orkidéer.
Artens utbredningsområde är Kenya. Inga underarter finns listade i Catalogue of Life.